# Бурмеранж

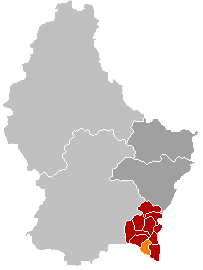
Оранжевый цвет — коммуна Бурмеранж, красный — кантон Ремих

Бурмеранж (люкс. Bërmereng, фр. Burmerange) — коммуна в Люксембурге, располагается в округе Гревенмахер. Коммуна Бурмеранж является частью кантона Ремих. В коммуне находится одноимённый населённый пункт.
Население составляет 985 человек (на 2008 год), в коммуне располагаются 335 домашних хозяйств. Занимает площадь 13,37 км² (по занимаемой площади 93 место из 116 коммун). Наивысшая точка коммуны над уровнем моря составляет 302 м. (110 место из 116 коммун), наименьшая 161 м. (12 место из 116 коммун).